# 达尔巴德圣母堂

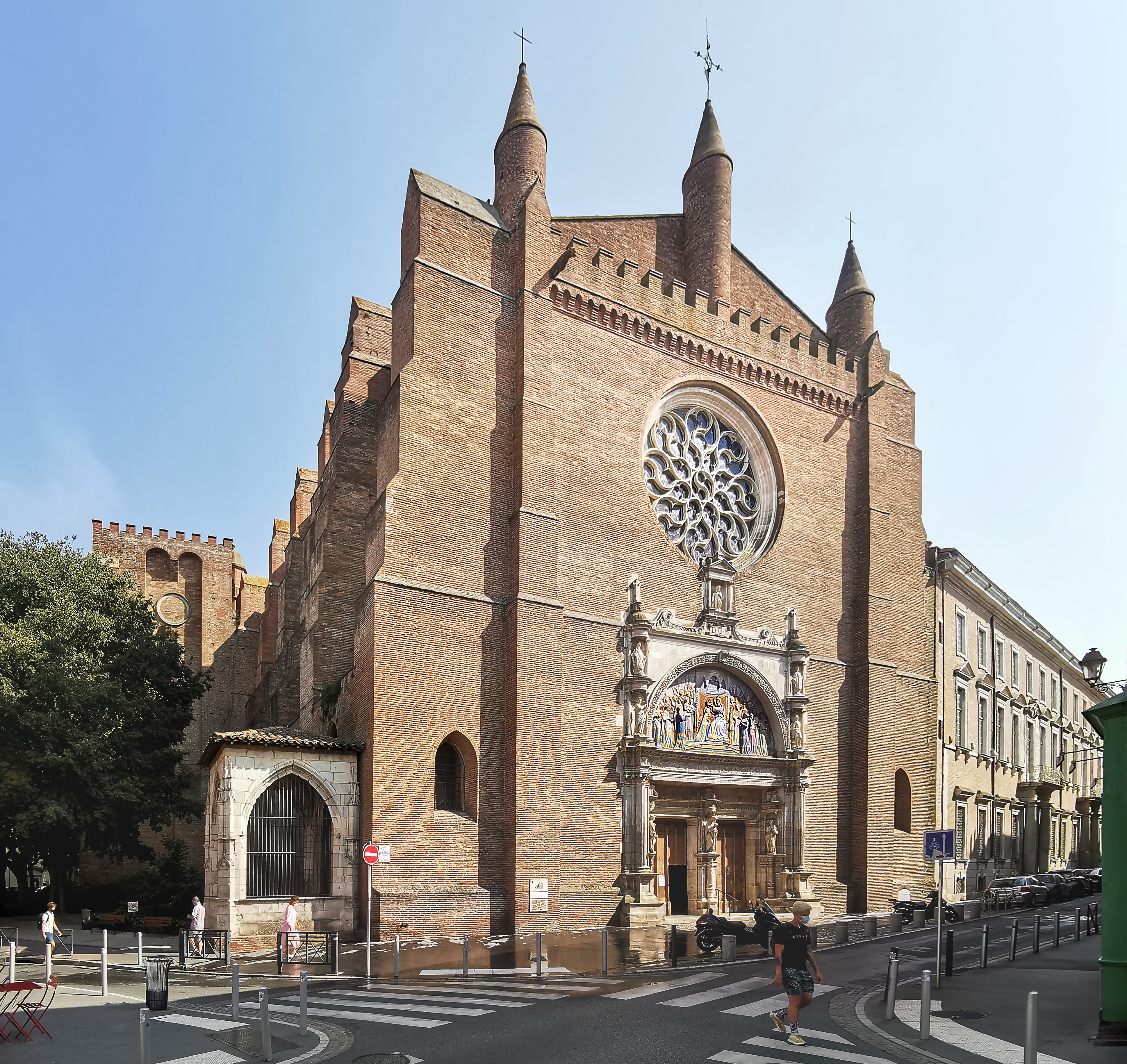

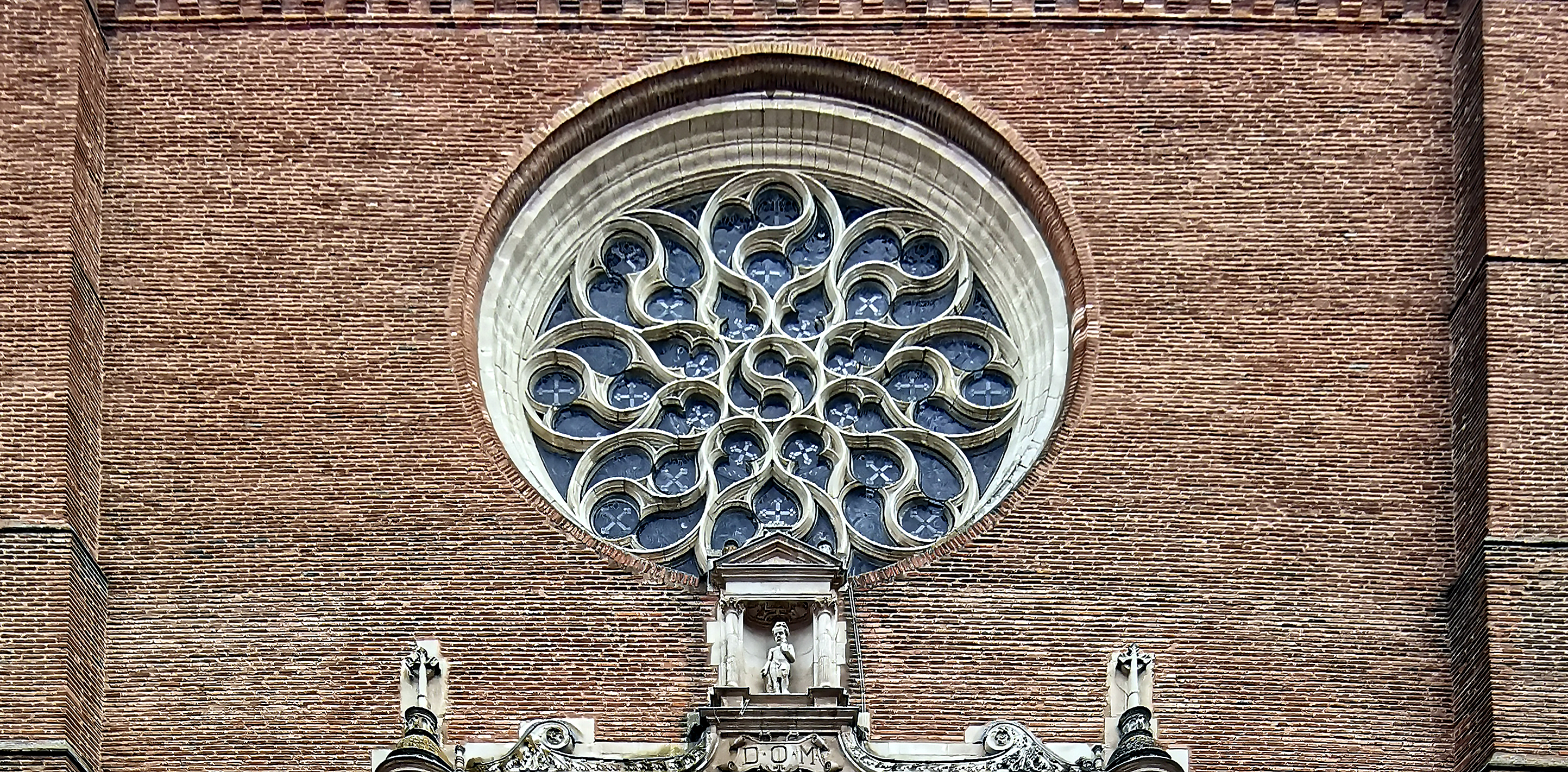
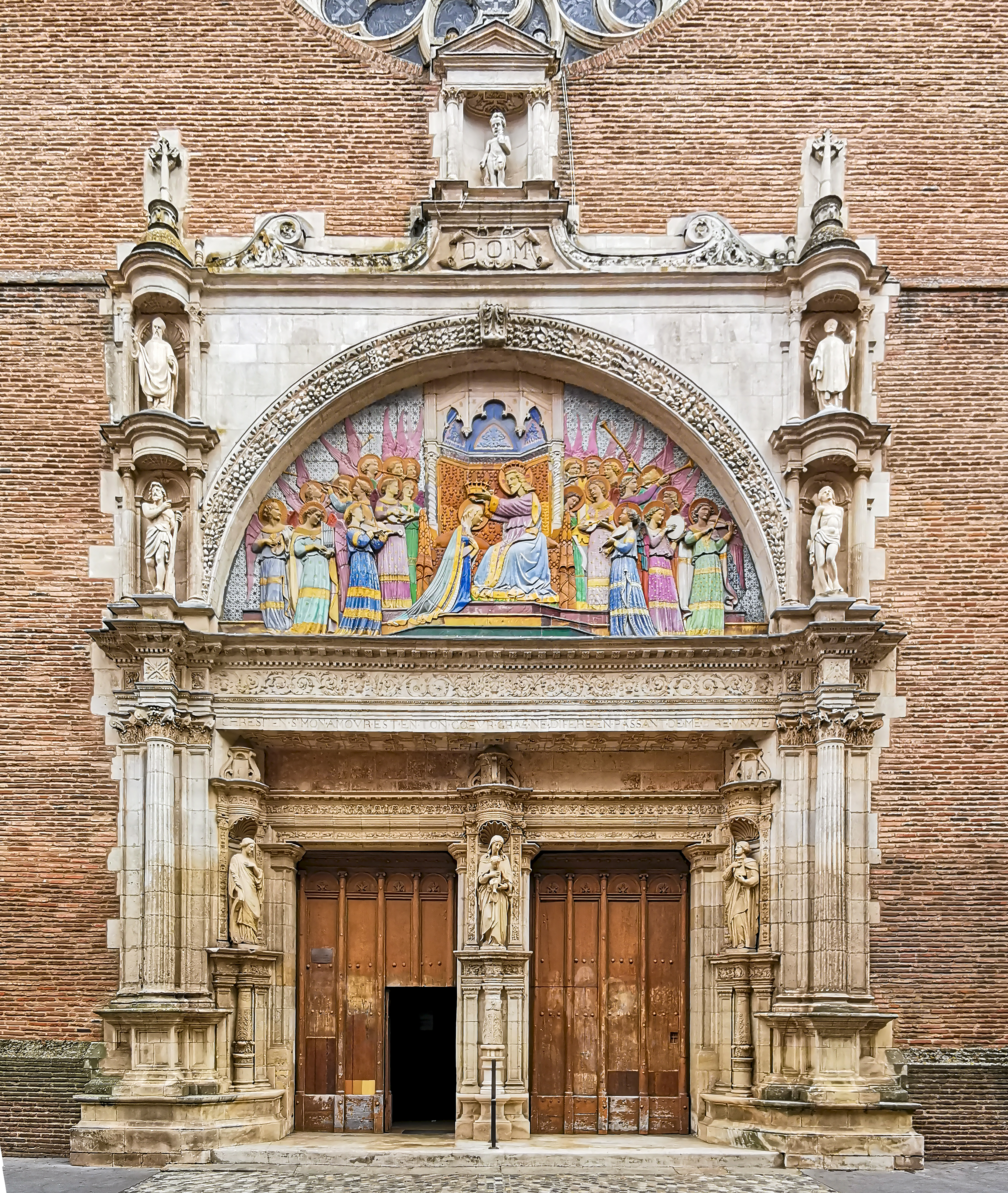
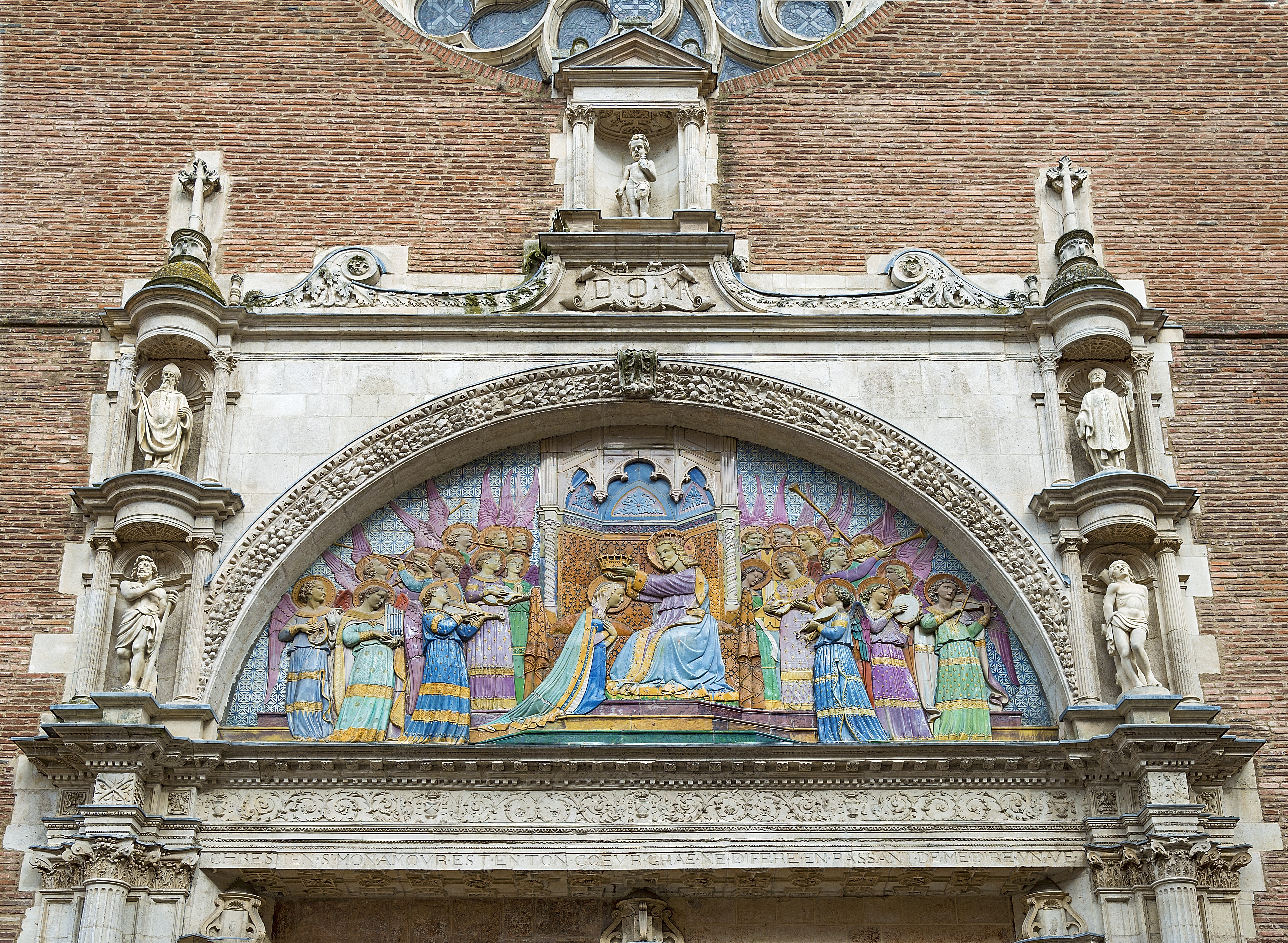

达尔巴德圣母堂（Église Notre-Dame la Dalbade）是一座罗马天主教教堂，位于法国奥克西塔尼大区上加龙省图卢兹卡门区（Carmes）的达尔巴德街。

## 历史

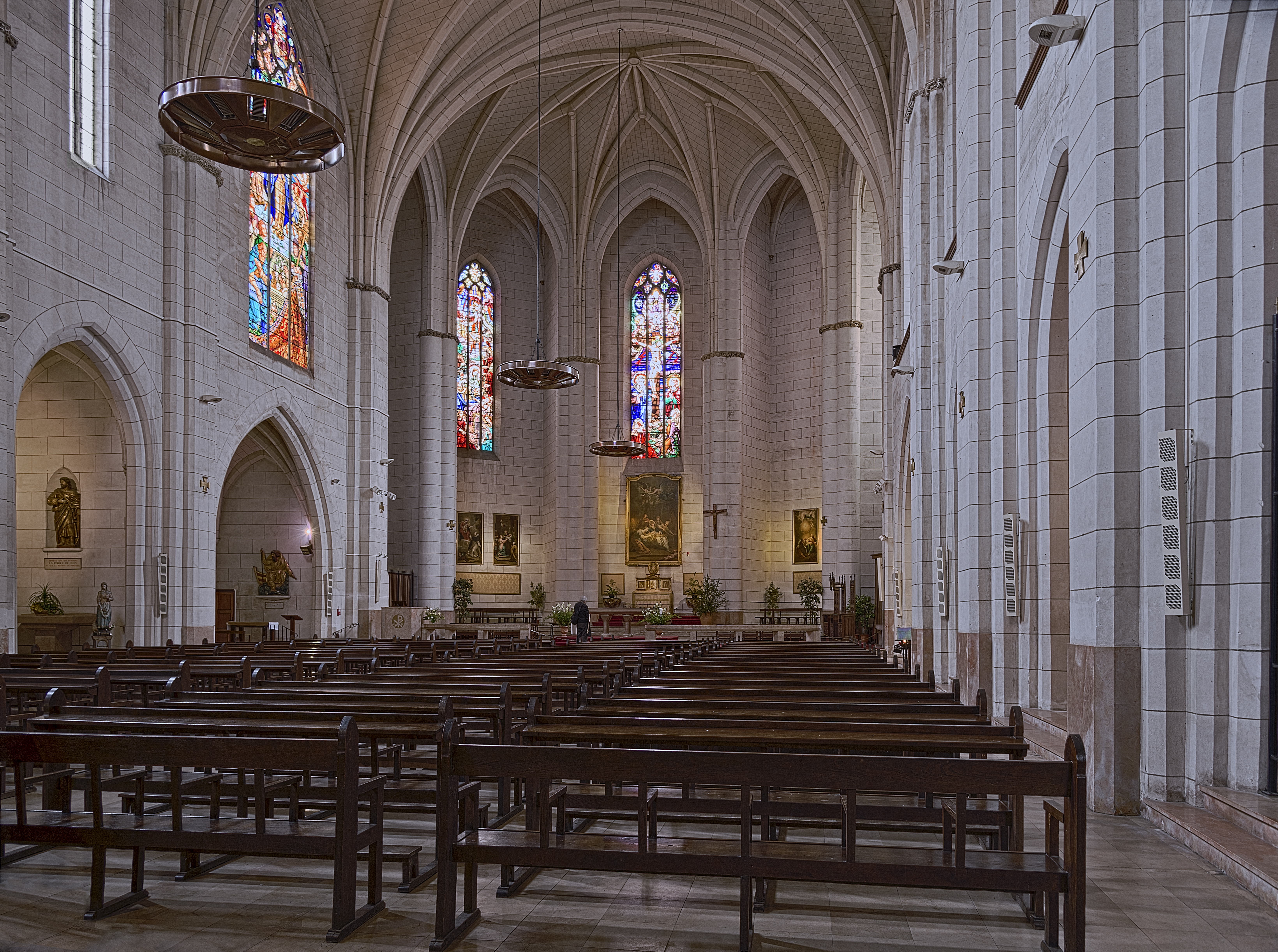
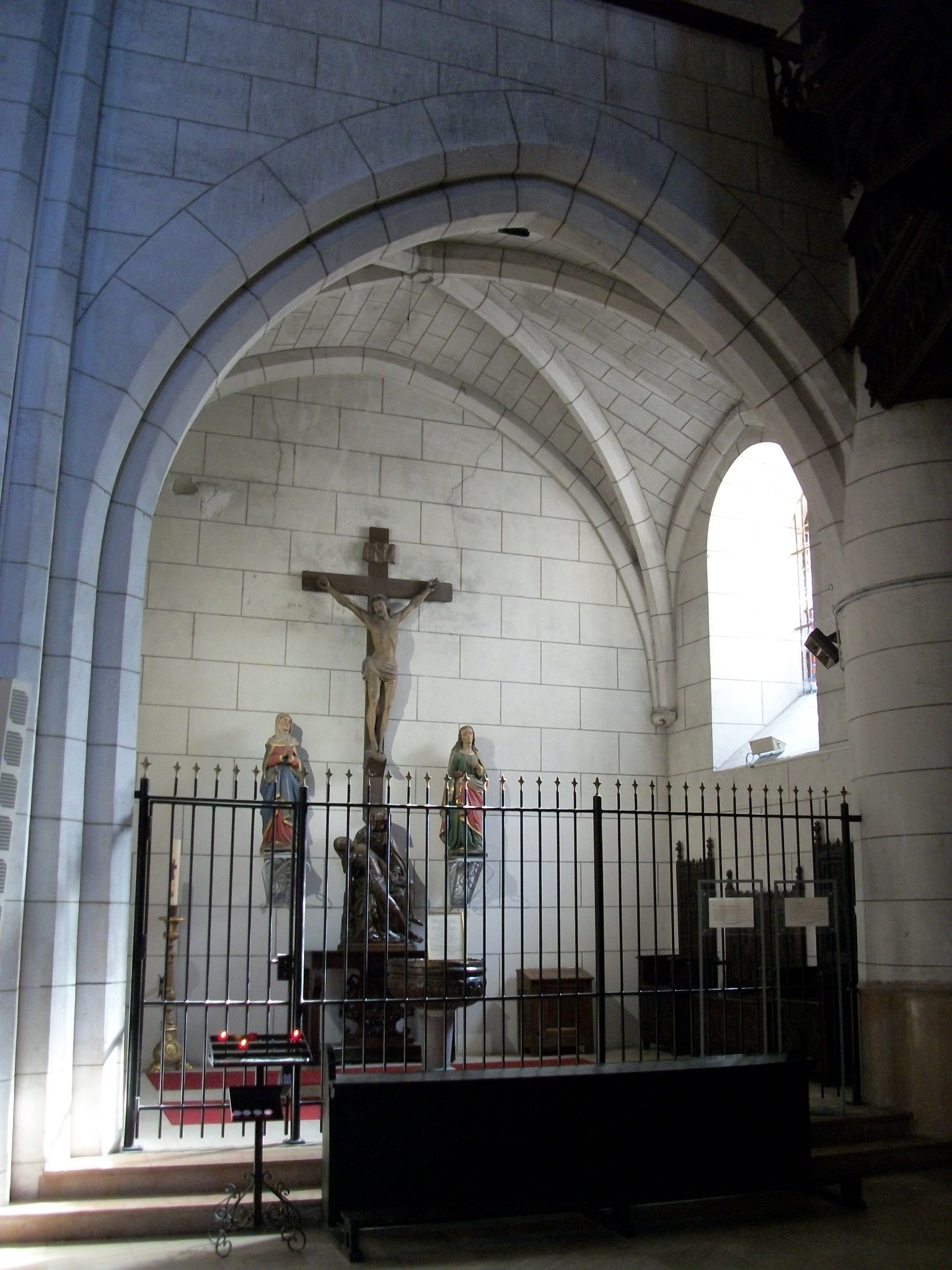
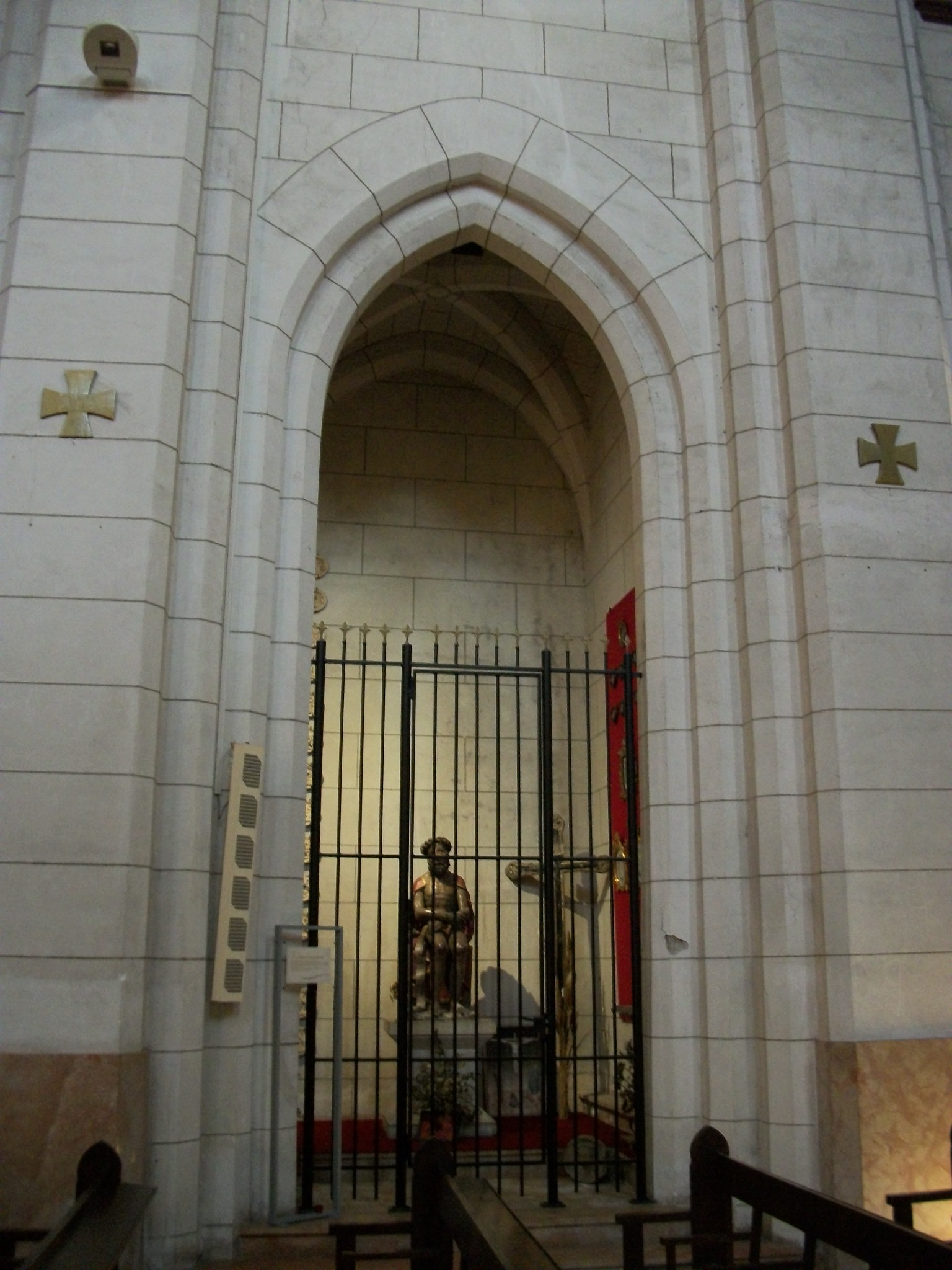
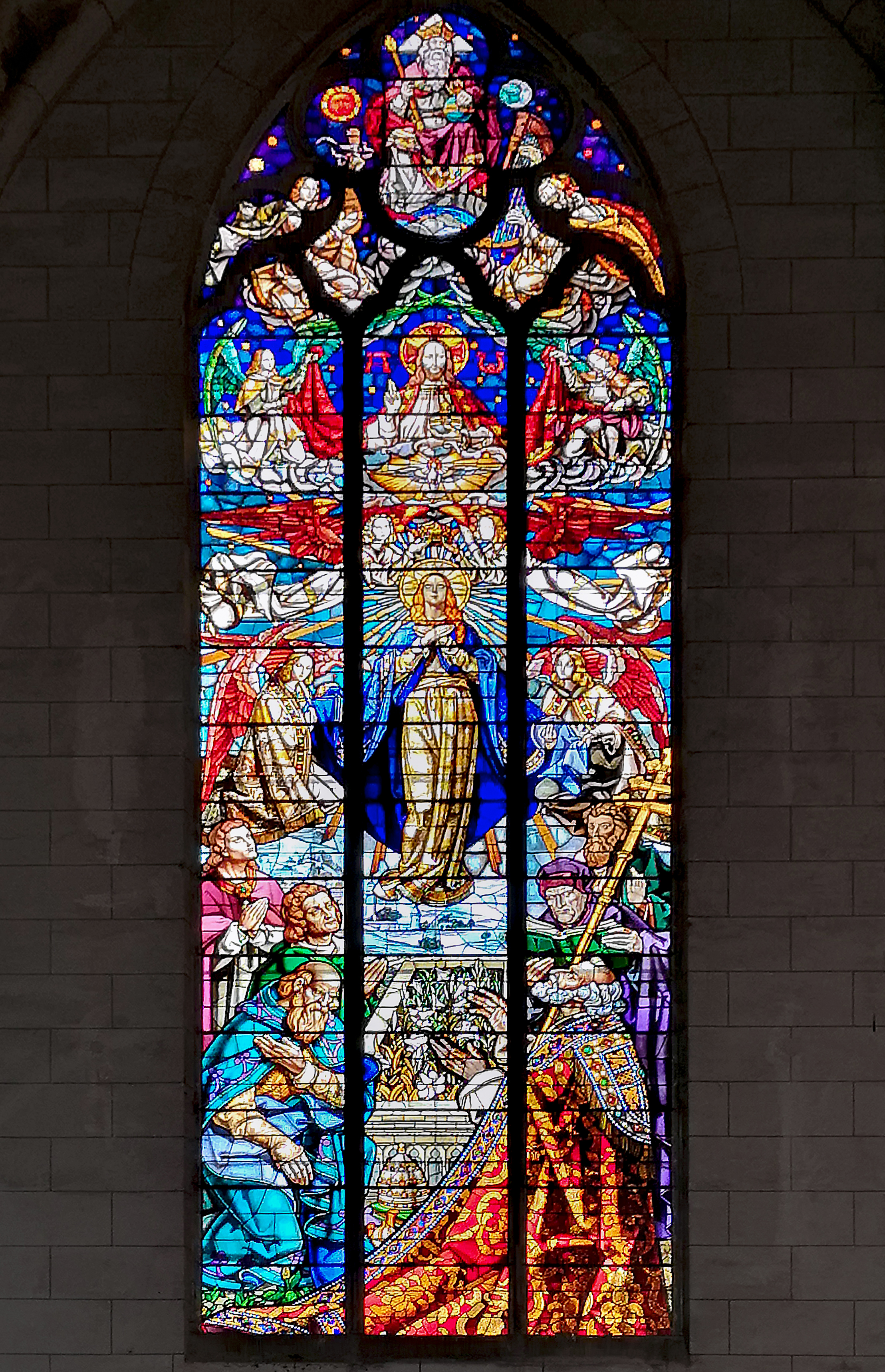
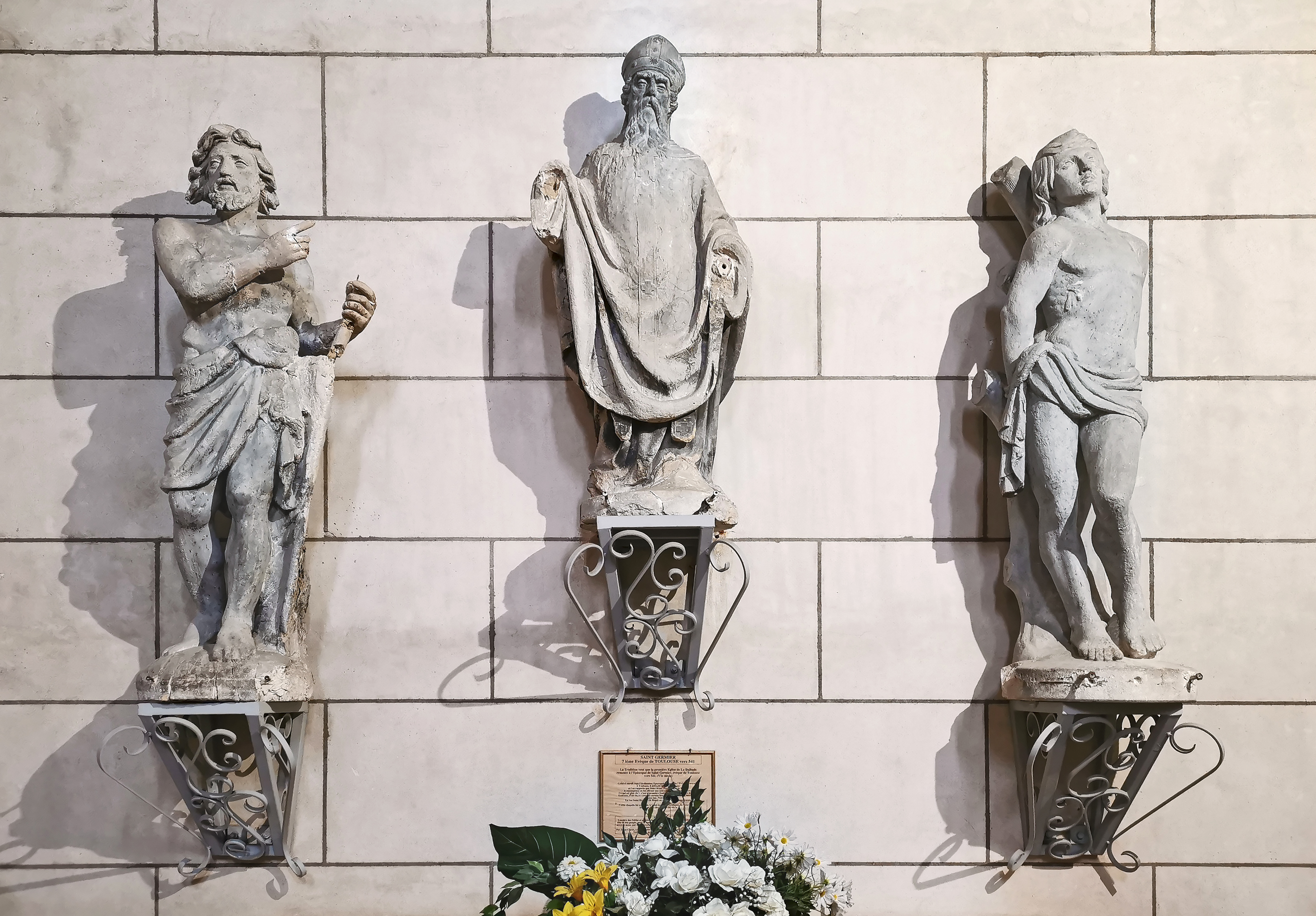

建于15世纪。目前的建筑外观相当简洁，是典型的南部哥特式建筑。1886年列为法国历史遗迹。它现在的名字来源于过去的老教堂上面曾经覆盖着一层白色石灰涂层，因此命名为“白圣母”（Sainte-Marie la blanche）。不要与河边的多拉德圣母圣殿混淆。